# 西拉木伦河
西拉木伦河（蒙古语：-{ᠰᠢᠷ᠎ᠠ

ᠮᠦᠷᠡᠨ}-，汉语拼音字母：Xar Moron，中蒙通用转写：，西里尔字母：，Shar mörön）又譯沙尔木伦河，是一条位于中国内蒙古自治区的河流。西拉木伦河属于辽河水系，在与老哈河汇合之后形成西辽河。
「西拉木伦」在蒙古语中意思为“黄色的河”。为了和黄河区别，也称潢水，又称饶乐水、吐护真水等。
西拉木伦河在大兴安岭西端南麓发源，在七老图山和努鲁儿虎山的夹持之中流淌。上游為赤峰市克什克腾旗的白槽沟河，流经克什克腾旗、翁牛特旗、林西县、巴林右旗、阿鲁科尔沁旗、于翁牛特旗与奈曼旗交界处与老哈河汇合成为西辽河。西拉木倫河流域地處科爾沁沙地的半干旱地带，西拉木伦河全长380公里，流域面积3万多平方公里。
西拉木伦河流域位於農牧分界地帶，歷史上也是契丹人发祥地。
1989年台灣的蒙古族作家席慕蓉第一次见到了西拉木伦河，因此创作了《父亲的草原母亲的河》的歌词。